# سید علی‌اکبر غریب‌شاهی
سید علی‌اکبر غریب‌شاهی وزنه‌بردار اهل ایران است. که در بازی‌های پارالمپیک تابستانی ۲۰۲۴ پاریس در وزن ۱۰۷ کیلوگرم موفق به کسب مدال طلا شد.